# Monclova
Monclova város Mexikó Coahuila államának középső–keleti részén. 2010-ben lakossága meghaladta a 215 000 főt.

## Földrajz

### Fekvése
A település Mexikó északi részén, Coahuila állam középpontjától keletre található egy hegyekkel körülvett medencében. Áthalad rajta az ország egyik legfontosabb főútja, az 57-es, amely az északi határt köti össze Mexikóvárossal, valamint innen indul a Torreón irányába vezető 30-as főút is. A város közelében található a Venustiano Carranza nemzetközi repülőtér.

### Éghajlat
A város éghajlata forró és száraz. Minden hónapban mértek már legalább 33 °C-os hőséget, a rekord elérte a 45 °C-ot is. Az átlagos hőmérsékletek a januári 12,6 és a júniusi 29,1 fok között váltakoznak, késő ősztől kora tavaszig fagyok is előfordulnak. Az évi átlagosan 376 mm csapadék időbeli eloszlása nagyon egyenetlen: a májustól októberig tartó 6 hónapos időszak alatt hull az éves mennyiség mintegy 75%-a.
| Hónap                                   | Jan. | Feb. | Már. | Ápr. | Máj. | Jún. | Júl. | Aug. | Szep. | Okt. | Nov. | Dec. | Év   |
| --------------------------------------- | ---- | ---- | ---- | ---- | ---- | ---- | ---- | ---- | ----- | ---- | ---- | ---- | ---- |
| Rekord max. hőmérséklet (°C)            | 33,5 | 36,8 | 39,8 | 41,8 | 45,2 | 44,5 | 43,8 | 43,0 | 45,5  | 39,8 | 38,5 | 35,6 | 45,5 |
| Átlagos max. hőmérséklet (°C)           | 19,7 | 22,5 | 27,4 | 31,5 | 34,0 | 35,8 | 35,4 | 34,9 | 31,7  | 28,0 | 24,2 | 21,3 | 28,9 |
| Átlaghőmérséklet (°C)                   | 12,6 | 14,9 | 19,6 | 24,0 | 27,0 | 29,1 | 29,0 | 28,6 | 25,8  | 21,7 | 17,1 | 14,2 | 22,0 |
| Átlagos min. hőmérséklet (°C)           | 5,5  | 7,4  | 11,9 | 16,6 | 19,9 | 22,4 | 22,6 | 22,3 | 19,9  | 15,4 | 10,1 | 7,1  | 15,1 |
| Rekord min. hőmérséklet (°C)            | −9,5 | −4,8 | −2,8 | 4,0  | 3,8  | 13,0 | 10,6 | 2,2  | 1,0   | −3,0 | −2,0 | −3,2 | −9,5 |
| Átl. csapadékmennyiség (mm)             | 12   | 17   | 8    | 23   | 40   | 40   | 42   | 43   | 79    | 38   | 20   | 15   | 376  |
| Forrás: Servicio Meteorológico Nacional |      |      |      |      |      |      |      |      |       |      |      |      |      |

## Népesség
A település népessége a közelmúltban folyamatosan növekedett:
| Év   | Lakosság |
| ---- | -------- |
| 1990 | 177 792  |
| 1995 | 188 850  |
| 2000 | 192 554  |
| 2005 | 198 819  |
| 2010 | 215 271  |

## Története
A helyszínen az első települést Luis de Carvajal y de la Cueva konkvisztádor alapította 1583 körül Almadén néven, ám ezt a települést később lakói elhagyták. A saltillói alcalde mayor, Antonio Balcárcel Rivadeneira y Sotomayor 1674-ben alapította újra a várost, amelyet ezúttal már Nuestra Señora de Guadalupének neveztek el a Guadalupei Szűzanya tiszteletére. 1675. április 25-én egy misével avatták fel az első helyi kápolnát. 1689-ban Alonso de León adta a településnek a Santiago de la Monclova nevet, amelynek első tagja Santiago de León Garabito nevéből származik, második tagja, a ma is használt Monclova szót pedig Melchor Porta Carrera Losa de la Vega tiszteletére kapta, aki az andalúziai Monclovai grófság grófja volt.
A város Coahuila tartomány fővárosa lett, majd 1811. május 24-én ciudad rangot kapott. Nem sokkal korábban, márciusban a mexikói függetlenségi háború több hősét, köztük Miguel Hidalgót és Ignacio Allendét foglyul ejtve hozták Monclovába, ahonnan 19-én vitték őket tovább kivégzésük helyszínére, Chihuahuába. A függetlenség kivívása után 1824. május 7-ig maradt főváros, de ekkor az alkotmányozó kongresszus létrehozta az Coahuila és Texas államot, amelynek fővárosául már Saltillót jelölték ki. Igaz, hogy 1828. szeptember 25-én Monclova ismét fővárossá nyilvánította magát, de az állami kongresszus 1829-ben Saltillóban ült össze. 1833. március 9-én ismét fővárosnak ismerték el Monclovát, de amikor Coahuila és Texas állam két részre vált, és létrejött az önálló Coahuila állam, a város ismét elvesztette fővárosi jogát.
1839. január 5-én Severo Ruiz és Pedro Lemus tábornokok vezetésével felkelés tört ki Moncolvában Antonio López de Santa Anna ellen. 1846. október 29-én az amerikai hadsereg szállta meg a várost, majd 1865. november 12-én az császárpártiak. 1884. április 20-a a város fejlődésének jelentős fordulópontja, ekkor indult meg ugyanis a forgalom a Monclovát Piedras Negrasszal összekötő vasúton. A forradalom során 1911. május 29-én a maderisták kezére került a város, majd 1913. február 22-én az állami kongresszus Saltillóból átköltözött ide. 1920. július 6-án Ricardo González tábornok lázadt fel Monclovában a szövetségi kormány ellen.

## Turizmus, látnivalók
A település legfontosabb műemlékei az 1781-ből származó Museo El Polvorín, a 17. századi Szent Jakab apostol templom, az 1700-ban épült Szent Ferenc-templom és az 1675-ben emelt Capilla de la Purísima nevű kápolna fala. Ezek mellett megtalálható még itt Benito Juárez és Francisco Ignacio Madero emlékműve, egy olyan múzeum, amely Lou és Harold Pape műveit mutatja be, illetve a Coahuila–Texas múzeum, ahol általában ideiglenes kiállítások kapnak helyt. A legkülönbözőbb korokból származó történelmi emlékeket bemutató El Polvorín múzeum egyik legnevezetesebb kiállított tárgya annak a diófának a törzsmaradványa, amelynél a város egyik terén a négy foglyul ejtett függetlenségi hőst, Hidalgót, Allendét, Aldamát és Jiménezt 1811-ben megbilincselték. A városban több híres falfestmény is látható, például a Chulavista motelben és a villamos- és gépészeti mérnöki kar épületében. Két legjelentősebb parkja a 9 hektáros Xochipilli park (ahol focipályák is találhatók) és a Santiago de la Monclova park, ahol egy kis állatkert is van. A település közelében emelkedő Cerro del Burro nevű hegyen található a Cueva del Diablo („az ördög barlangja”) nevű barlang, ahol ősi sziklarajzok maradtak fenn.

## Képek

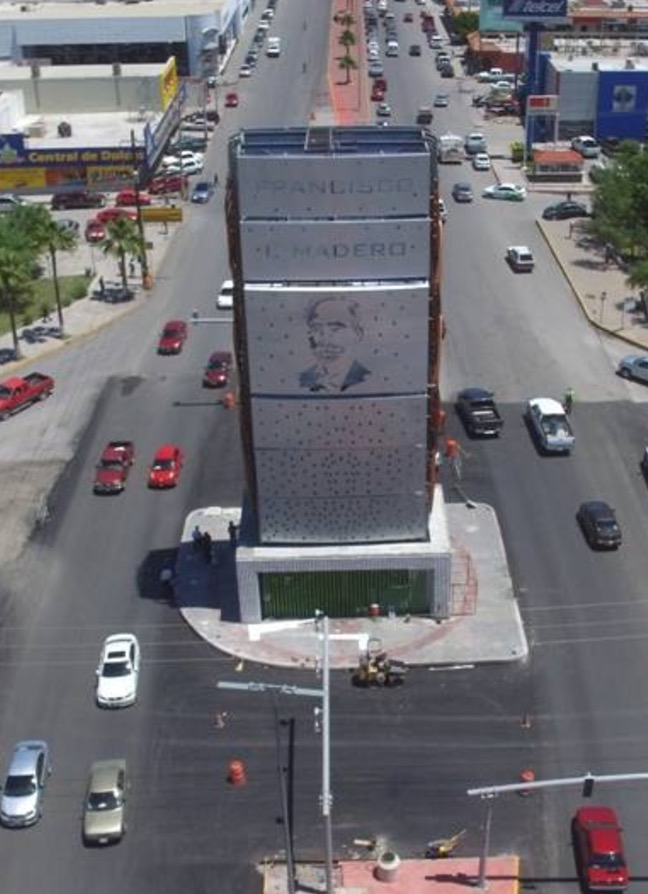
Hatalmas Madero-emlékmű
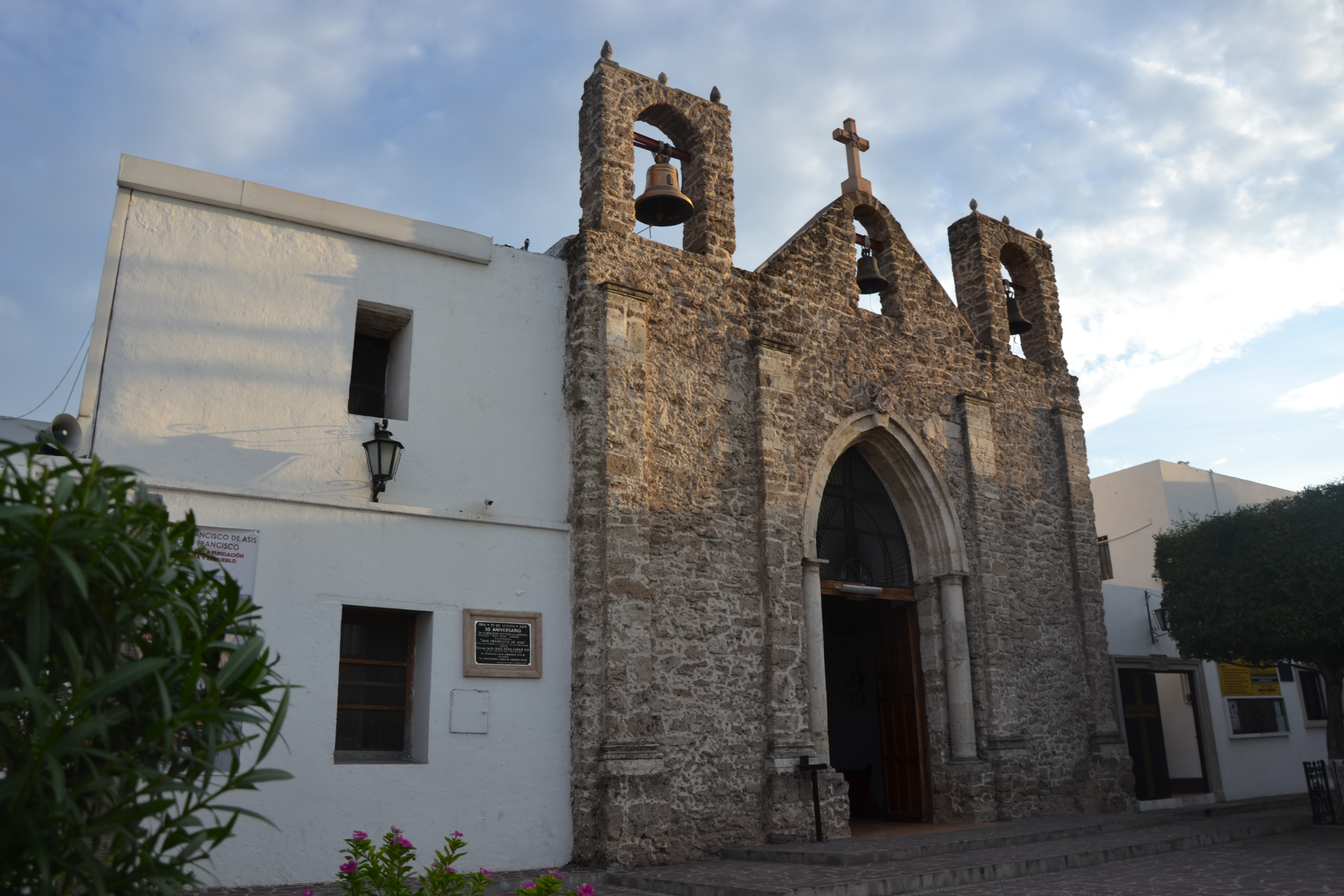
A Szent Ferenc-templom
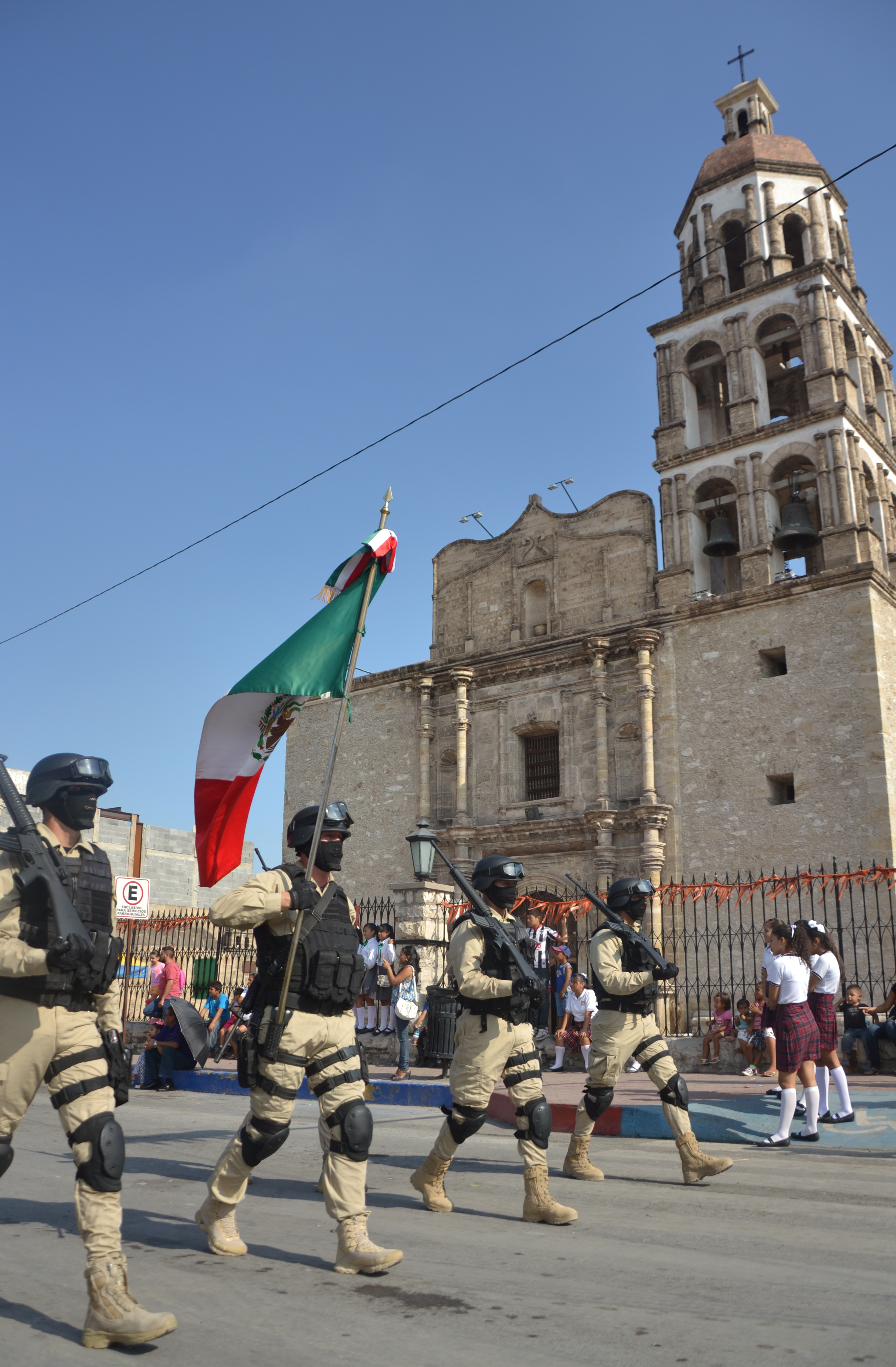
Ünnepi katonai felvonulás a Szent Jakab-templom előtt